# Click and Collect
Click and Collect bezeichnet einen Vorgang, bei dem eine Online-Bestellung in einem stationären Einzelhandelsgeschäft abgeholt wird. Damit ist Click and Collect ein Teilbereich des Cross-Channel-Marketings.

## Funktionsweise
Die Click-and-Collect-Funktion bietet Endkunden die Möglichkeit, die Produkte zunächst online zu recherchieren und zu kaufen. Die Abholung der Ware findet jedoch in einem stationären Einzelhandelsgeschäft statt. Diese Funktion wird auf den Websites meist im Laufe des Bezahlvorgangs als gesonderte Option angeboten.

## Vorteile gegenüber reinen Onlinebestellungen
Die Nutzeffekte von Click and Collect lassen sich nur schwer generalisieren, da es unterschiedliche Formen davon gibt. So verlangen einige Anbieter die Zahlung der Ware bereits im Zuge des Bestellvorgangs im Internet, während andere eine Zahlung vor Ort ermöglichen. Kundenbefragungen zeigen jedoch die Gründe für die Nutzung von Click and Collect und damit die wahrgenommenen Vorteile:
VersandkostenersparnisDa die Ware vor Ort abgeholt wird, entfallen bei Click and Collect die beim Onlinehandel üblichen Versandkosten. Laut einer Studie von Bizrate Insights ist dies mit 55 Prozent der Nennungen der Hauptgrund für die Nutzung des Service.
Flexible AbholungBesonders Berufstätige können die Postsendungen nicht immer persönlich in Empfang nehmen. Geschäfte haben oft längere Öffnungszeiten als Postfilialen. Deswegen bietet es sich für viele an, Pakete statt beim Servicepunkt der Versanddienstleister direkt im Laden abzuholen.
Schnelle VerfügbarkeitSelbstabholung ist schneller als die meisten Versandoptionen; darüber hinaus ist für die Kunden sichergestellt, dass ein bestimmtes Produkt in der Filiale tatsächlich verfügbar ist.
Fachberatung vor OrtWährend beim Onlinehandel nur selten eine Beratung stattfindet, können bei Click and Collect sämtliche Fragen direkt vor Ort geklärt werden.
Zusätzlicher ServiceDer Kunde hat bei Click and Collect die Möglichkeit, sich vor Ort über zusätzliche Produkte und Dienstleistungen zu informieren und kann diese direkt in Anspruch nehmen.
Außerdem können je nach Anbieter folgende Vorteile hinzukommen:
Testen der Ware vor dem KaufVor allem bei Produkten, die vorher anprobiert werden müssen, wie beispielsweise Kleidungsstücke, bietet sich Click and Collect an. Aber auch Artikel aus anderen Bereichen, z. B. Mobiltelefone oder Kameras, können so vor dem Kauf ausgepackt und begutachtet werden.
Kostenfreie RetoureDa die Ware vor Ort abgeholt wurde, obliegt es in der Regel dem Händler, sich um Rücksendungen zu kümmern.
Sichere BezahlmöglichkeitenWie auch beim regulären Offline-Einkauf stehen dem Kunden im Laden die üblichen Zahlungsmittel, beispielsweise Barzahlung, zur Verfügung.

## Probleme mit Click and Collect
Laut einer aktuellen Untersuchung der JDA Software Group kommt es bei etwa 50 Prozent der Click-and-Collect-Bestellungen zu Problemen wie:
- Die bestellte und bezahlte Ware ist zur Abholung im Geschäft nicht lagernd.
- Ein anderer als der online bestellte Artikel wird zur Abholung an die Filiale geliefert.
- Der Abholschalter ist im Geschäft nicht ausreichend gekennzeichnet oder Teil der normalen Kasse.
- Lange Warteschlange bei der Abholung
- In der Filiale ist niemand für das Lösen von Problemen mit Click-and-Collect-Bestellungen zuständig.[3]

## Nutzung von Click and Collect

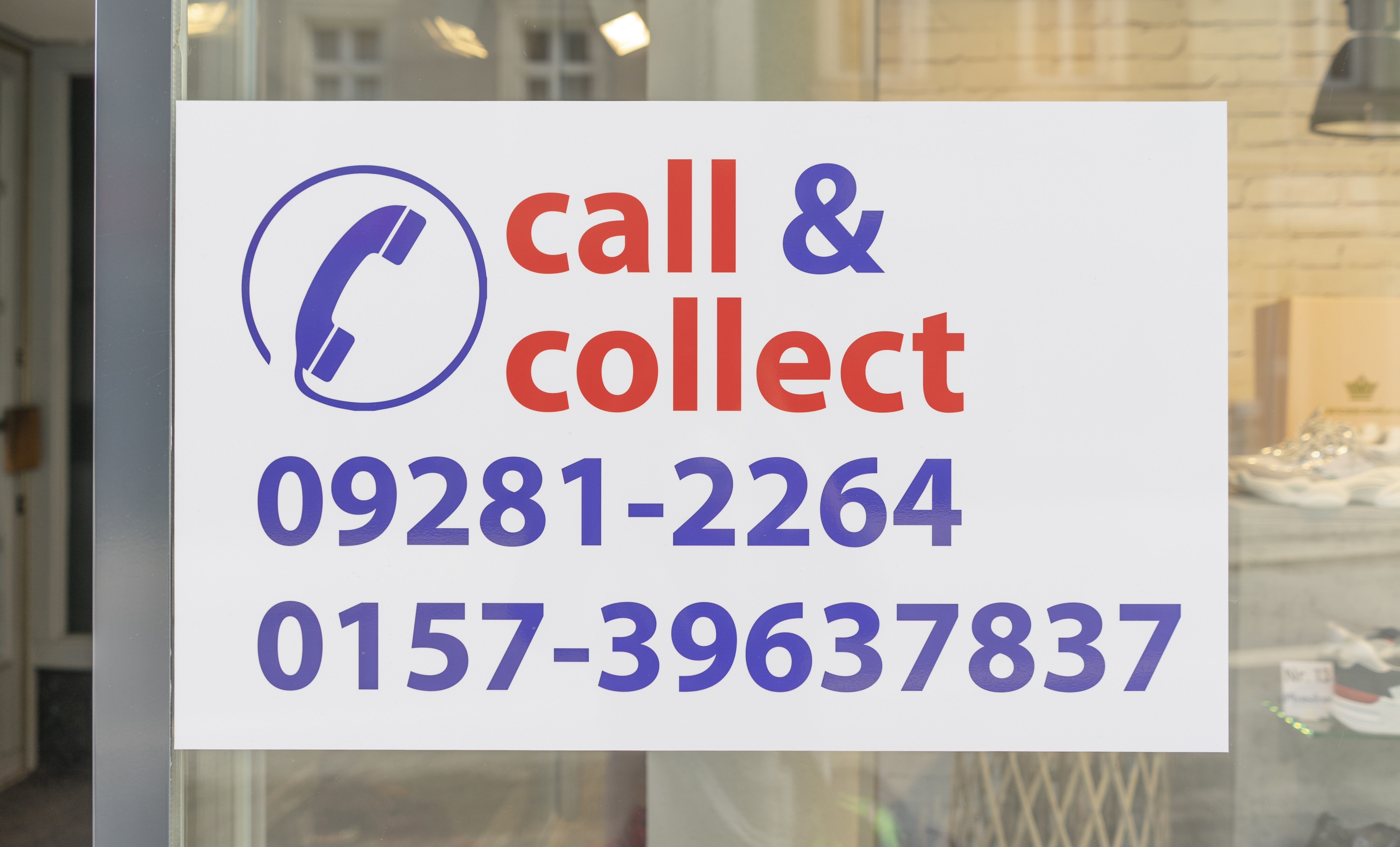
Spielart von „Click & Collect“: „Call & Collect“. Angebot während der COVID-19-Pandemie.

Das Interesse an Click and Collect ist auf Seiten der Konsumenten hoch, wird aber erst von einer kleinen Minderheit genutzt. Eine Untersuchung von Deloitte aus dem Jahr 2016 zeigt mit einem Anteil von 15 Prozent die höchste Nutzung in den USA. Die höchste Differenz zwischen Interesse und tatsächlicher Nutzung besteht mit 26 Prozent versus 8 Prozent in England. In Deutschland zeigen 13 Prozent der Befragten Interesse und 9 Prozent verwenden Click and Collect bereits tatsächlich.
Während auf Anbieterseite vor allem im englischsprachigen Ausland Click and Collect im Handel bereits gängige Praxis ist, stellt diese Vertriebsform in Deutschland noch eine Besonderheit dar. In England sind es vor allem große Unternehmen mit einem breiten Filialnetz, wie das Einzelhandelsunternehmen Marks & Spencer oder die Supermarktkette Tesco, die in ihrem Onlineshop auch eine Abholung vor Ort anbieten.
Einige große Unternehmen bieten Click and Collect für die eigenen Filialen an. Beispiele hierfür sind Karstadt und C&A. Darüber hinaus gibt es auch unabhängige Dienstleister wie StoreShip, welche als Plattform Herstellern ermöglichen, nicht nur das eigene Filialnetz als Abholstellen zu benutzen, sondern auch die selbstständigen, stationären Einzelhändler einzubinden. In Deutschland schuf atalanda regionale Online-Marktplätze, auf denen Kunden von stationären Einzelhändlern Waren bestellen können, die sie selbst abholen oder liefern lassen können.
Besondere Bedeutung erhielt Click & Collect während der COVID-19-Pandemie. In Deutschland wurde 2020/2021 Dienstleistern, denen ansonsten keinen Publikumsverkehr gestattet war, in einigen Bundesländern das Click & Collect als eine Möglichkeit der Warenannahme bzw. -abholung gestattet. Im Januar 2021 war dies in allen Bundesländern außer Sachsen erlaubt, wenn auch mit unterschiedlichen Regelungen.

## ROPO-Effekt
Mittlerweile wird der Großteil der Kaufentscheidungen in zahlreichen Non-Food-Bereichen online gefällt, sprich die Konsumenten recherchieren im Internet, bevor sie offline, also in den Filialen, kaufen. Dieses Phänomen wird auch als „ROPO-Effekt“ bezeichnet. ROPO ist dabei ein Akronym von „research online, purchase offline“ (deutsch: „online recherchieren, offline kaufen“) und ist in bestimmten Bereichen, beispielsweise im Gesundheits-, Banken- und Tourismussektor, schon länger zu beobachten. Laut einer Google-Studie informieren sich 38 Prozent aller Offline-Käufer online, bevor sie das Produkt im stationären Fachhandel kaufen.
Im Gegensatz dazu steht das Showrooming, bei dem Konsumenten Waren im Fachhandel ansehen, anfassen oder ausprobieren, sie aber dann online bestellen.